# Thủy Vân
Thủy Vân là một phường thuộc quận Thuận Hóa, thành phố Huế, Việt Nam.

## Địa lý
Phường Thủy Vân nằm ở phía đông bắc quận Thuận Hóa, có vị trí địa lý:
- Phía đông giáp thị xã Hương Thủy
- Phía tây giáp phường Vỹ Dạ
- Phía nam giáp phường An Đông và phường Xuân Phú
- Phía bắc giáp phường Phú Thượng và huyện Phú Vang.

Phường Thủy Vân có diện tích 4,92 km², dân số năm 2020 là 7.932 người, mật độ dân số đạt 1.612 người/km².

## Hành chính
Phường Thủy Vân được chia thành 4 tổ dân phố: Công Lương, Dạ Lê, Vân Dương, Xuân Hòa.

## Lịch sử
Trước đây, Thủy Vân là một xã thuộc huyện Hương Thủy.
Ngày 11 tháng 3 năm 1977, huyện Hương Thủy sáp nhập với huyện Phú Vang thành huyện Hương Phú, xã Thủy Vân thuộc huyện Hương Phú.
Ngày 11 tháng 9 năm 1981, Hội đồng Bộ trưởng ban hành Quyết định 64-HĐBT. Theo đó, sáp nhập các xóm Cồn Trâu, Cổ Thành, Vườn Trầu, Đồng Giáp của xã Thủy Vân vào thành phố Huế.
Ngày 29 tháng 9 năm 1990, huyện Hương Phú được chia lại thành hai huyện Hương Thủy và Phú Vang, xã Thủy Vân trở lại thuộc huyện Hương Thủy.
Ngày 9 tháng 2 năm 2010, huyện Hương Thủy được chuyển thành thị xã Hương Thủy, xã Thủy Vân thuộc thị xã Hương Thủy.
Ngày 27 tháng 4 năm 2021, Ủy ban Thường vụ Quốc hội ban hành Nghị quyết số 1264/NQ-UBTVQH14 (nghị quyết có hiệu lực từ ngày 1 tháng 7 năm 2021). Theo đó, chuyển xã Thủy Vân về thành phố Huế quản lý và thành lập phường Thủy Vân trên cơ sở toàn bộ 4,92 km² diện tích tự nhiên và 7.932 người của xã Thủy Vân.
Ngày 30 tháng 11 năm 2024, Ủy ban Thường vụ Quốc hội ban hành Nghị quyết số 1314/NQ-UBTVQH15 về việc sắp xếp đơn vị hành chính cấp huyện, cấp xã của thành phố Huế giai đoạn 2023 – 2025 (nghị quyết có hiệu lực từ ngày 1 tháng 1 năm 2025). Theo đó, thành lập quận Thuận Hóa thuộc thành phố Huế. Phường Thủy Vân trực thuộc quận Thuận Hóa.